# Xenichthys
Xenichthys – rodzaj ryb z rodziny luszczowatych.

## Klasyfikacja
Gatunki zaliczane do tego rodzaju:
- Xenichthys agassizii
- Xenichthys rupestris
- Xenichthys xanti